# چینتاکایالا راوی
چینتاکایالا راوی 
(به تلوگویی: Chintakayala Ravi) فیلمی محصول سال ۲۰۰۸ و به کارگردانی یوگی است. در این فیلم بازیگرانی همچون داگوباتی ونکاتش، آنوشکا شتی، مامتا موهانداس، ونو توتمپودی، لاکشمی، سایاجی شینده و نیکیتا تاکرال ایفای نقش کرده‌اند.